# Katholische Hochschule Nordrhein-Westfalen
Die Katholische Hochschule Nordrhein-Westfalen, kurz: katho, bis 31. August 2008 Katholische Fachhochschule Nordrhein-Westfalen (KFH NW), ist eine private, staatlich anerkannte Fachhochschule.

## Geschichte, Daten und Fakten
An der Katholischen Hochschule Nordrhein-Westfalen (katho) sind circa 5.300 Studierende eingeschrieben, davon rund 4.200 Frauen (Stand: 12/2024). Sie werden von 124 Professorinnen und Professoren, 24 Lehrkräften für besondere Aufgaben, 257 Lehrbeauftragten, 26 wissenschaftlichen Mitarbeitenden auf akademischen Qualifizierungsstellen (QVM-Programm) und 172 Mitarbeitenden der Verwaltung begleitet. In Drittmittelprojekten sind 20 wissenschaftliche Mitarbeitende angestellt (Stand: 12/2024). Die Hochschule wird zum überwiegenden Teil (ausgenommen Fachbereich Theologie: 100 % Trägerfinanzierung) durch das Land NRW refinanziert. Das Jahresbudget der Hochschule beträgt 2025 25,8 Millionen Euro, die Drittmittelausgaben im Vorjahr lagen bei rund 1,7 Millionen Euro.

Logo bis 31. Dezember 2020

Logo bis 31. August 2008

Die katho wurde 1971 als Katholische Fachhochschule NW (KFH NW) gegründet und gehört somit zu den Fachhochschulen der ersten Gründungswelle in Deutschland. Sie ist aus dem Zusammenschluss von 14 höheren Fachschulen für Sozialarbeit, Sozialpädagogik und Heilpädagogik sowie einem Institut für Religionspädagogik in katholischer Trägerschaft entstanden. Teilweise lassen sich die Vorgängerinstitutionen bis in das Jahr 1916 zurückverfolgen, wie auf die Soziale Frauenschule in Köln. Im Jahr 2021 feierte die katho ihr 50-jähriges Jubiläum. Gleichzeitig gab sie sich ein neues Logo, verbunden mit der neuen Kurzschreibweise "katho" (statt vormals "KatHO NRW"). 
Gründungsrektorin der Hochschule war die langjährige Vizepräsidentin des Deutschen Caritasverbandes und Vorsitzende des Deutschen Vereins, Wohlfahrtspflegerin und Volkswirtin Teresa Bock.
Getragen wird die Hochschule von den (Erz-)Bistümern Aachen, Köln, Münster und Paderborn, die als Gesellschafter einer gemeinnützigen GmbH Trägerinnen der Hochschule sind. Sitz der Trägergesellschaft, der Hochschulleitung (Rektorat) und der Zentralverwaltung ist Köln.
Die katho ist im Jahr 2015 der Charta Familie in der Hochschule beigetreten. Von 2005 bis 2015 war sie als Familiengerechte Hochschule (Hertie-Stiftung) zertifiziert. 
Zur Hochschule gehört ein International Office, das in Kooperation mit den Internationalisierungsbeauftragten Outgoing- und Incoming-Programme betreut.

## Standorte
Die Katholische Hochschule Nordrhein-Westfalen verteilt sich auf vier Standorte (Abteilungen) in Aachen, Köln, Münster und Paderborn. An jedem Standort besteht ein Fachbereich Sozialwesen, in Köln zusätzlich der Fachbereich Gesundheitswesen (seit 1994), in Paderborn zusätzlich der Fachbereich Theologie. Die Hochschulverwaltung hat ihren Sitz in Köln.

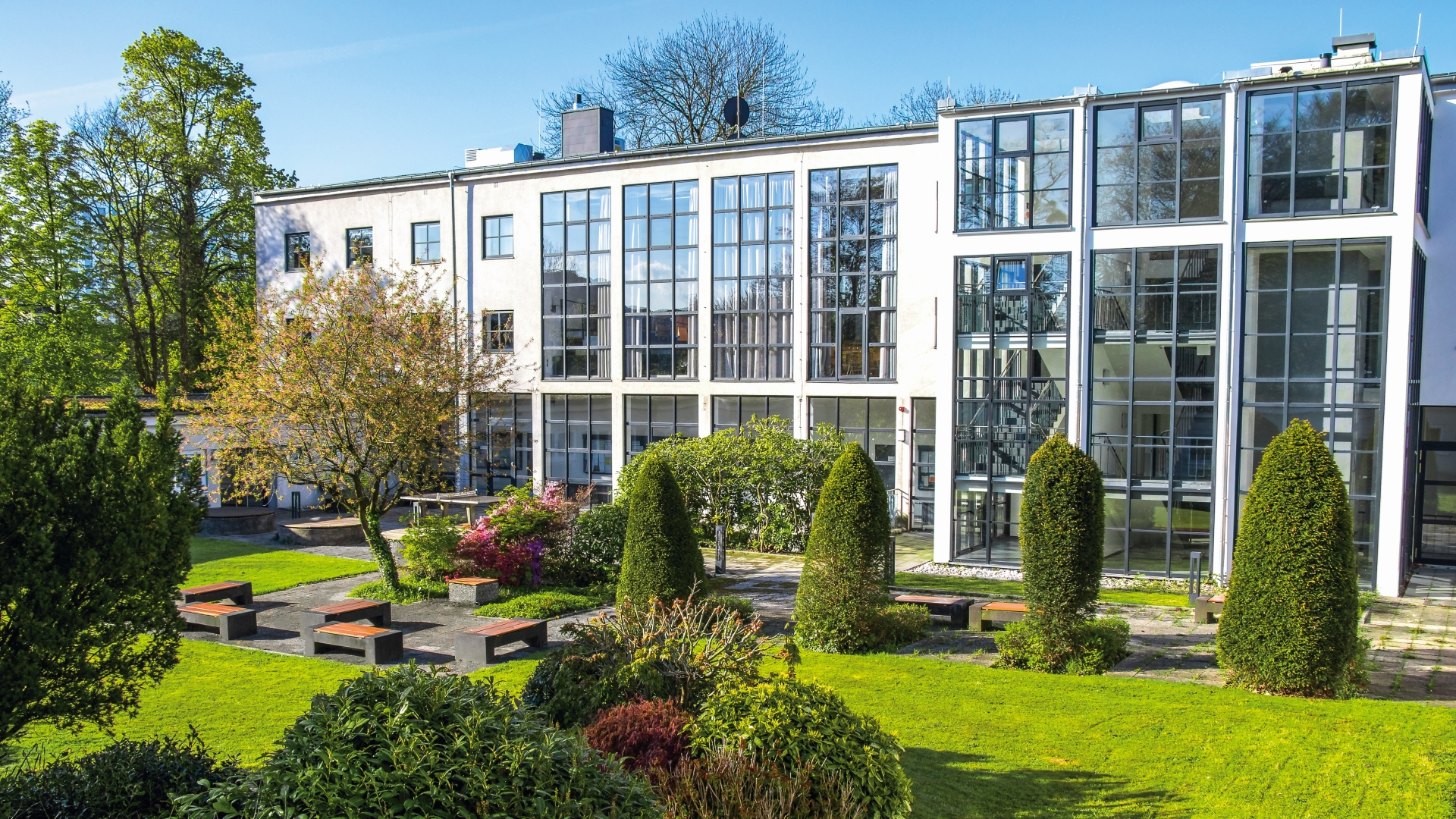
Standort Aachen
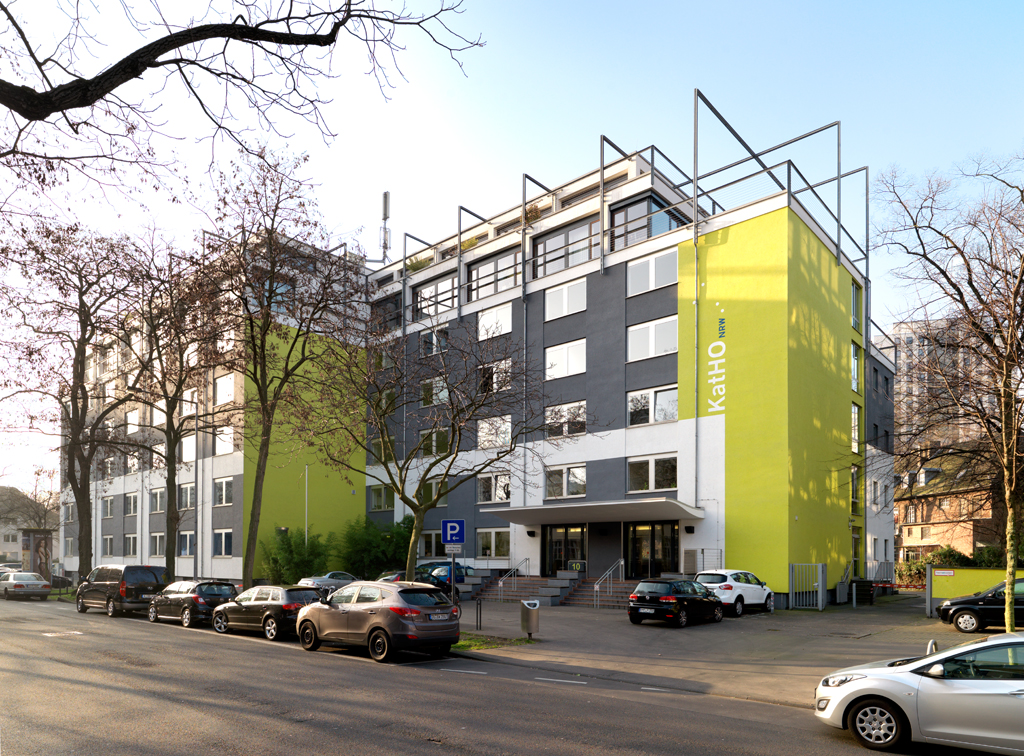
Standort Köln
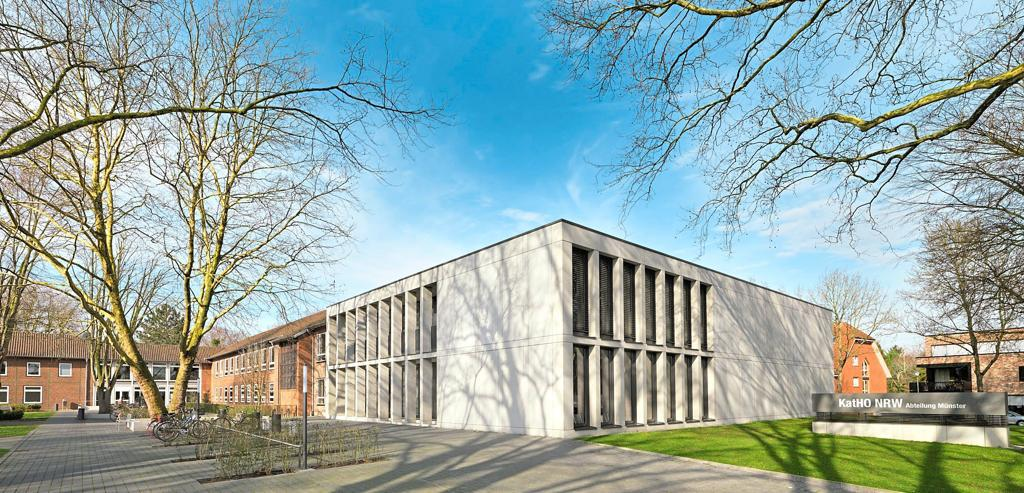
Standort Münster
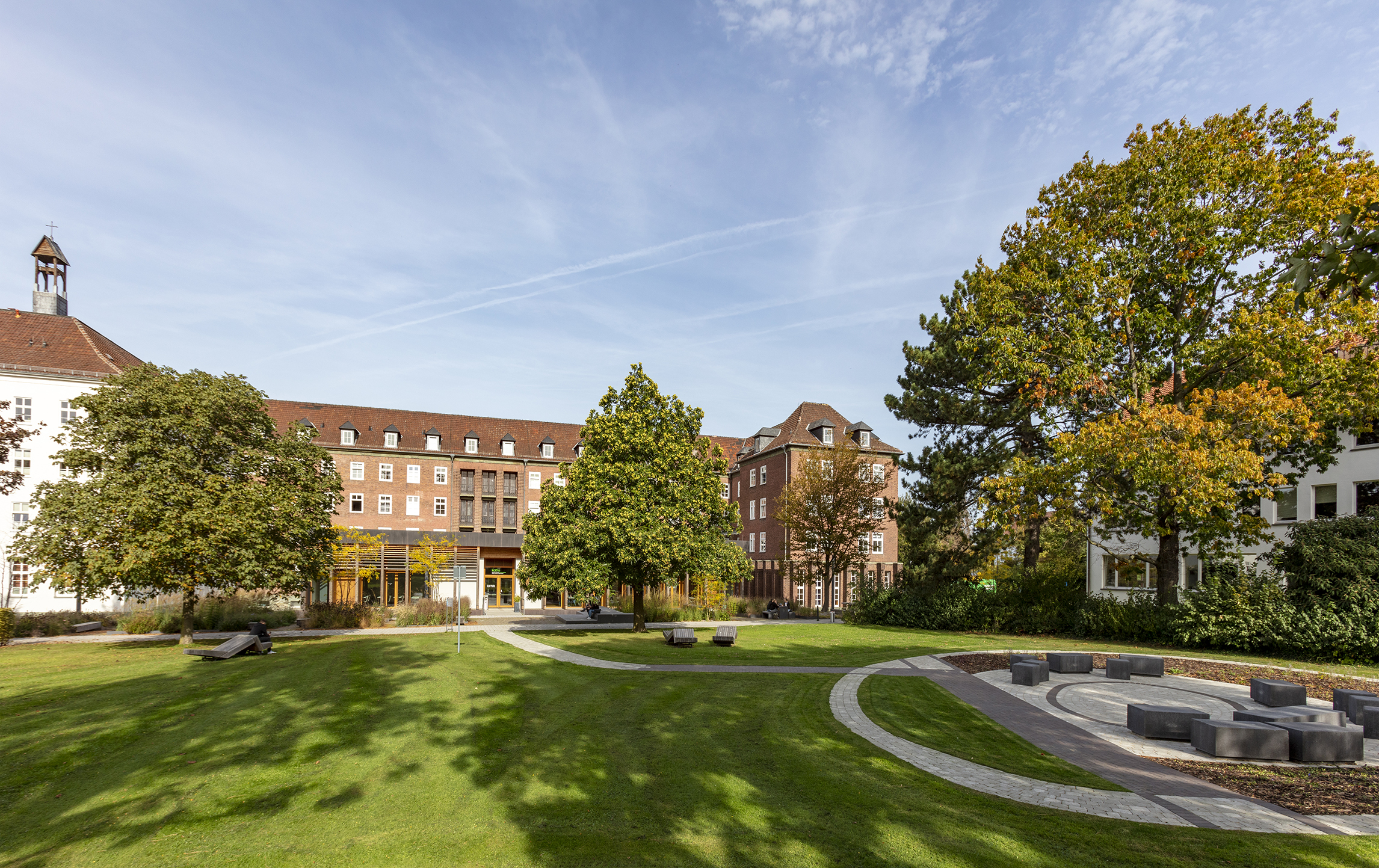
Standort Paderborn

## Studiengänge
Die Katholische Hochschule Nordrhein-Westfalen vergibt folgende (staatlich anerkannte) Studienabschlüsse:
- Bachelor of Arts (B.A.)
- Bachelor of Science (B.Sc.)
- Master of Arts (M.A.)
- Master of Science (M.Sc.)

Die Hochschule bietet folgende Bachelor- und Master-Studiengänge an ihren unterschiedlichen Abteilungen an:
- Soziale Arbeit B.A. (alle Standorte)
- Soziale Arbeit kompakt B.A., für Menschen mit familiärer, beruflicher und/oder Pflegeverantwortung (Aachen)
- Soziale Arbeit dual B.A. (Aachen, Köln, Münster, Paderborn)

- Soziale Arbeit M.A. mit den abteilungsspezifischen Schwerpunkten:
  - Klinisch-therapeutische Soziale Arbeit (Aachen)
  - Bildung und Teilhabe, vormals Bildung und Integration (Aachen)
  - Innovationsmanagement in der Sozialen Arbeit (Köln)
  - Inklusive Kinder- und Jugendhilfe sozialräumlich gestalten, vormals Netzwerkmanagement in der Sozialen Arbeit (Münster)
  - Gesundheitsbezogene Soziale Arbeit (Paderborn)
- Kindheitspädagogik dual B.A. (Köln und Paderborn)
- Angewandte Theologie B.A., vormals Religionspädagogik B.A. (Paderborn)
- Heilpädagogik/Inklusive Pädagogik B.A., vormals Heilpädagogik (Münster)
- Heilpädagogik/Inklusive Pädagogik dual B.A. (Münster)
- Heilpädagogik M.A., Schwerpunkt: Inklusion und Teilhabe in Sozialräumen gestalten (Münster)
- Interreligiöse Dialogkompetenz M.A. weiterbildend (Köln)
- Sozialmanagement M.A. weiterbildend (Münster/Paderborn)
- Suchthilfe/Suchttherapie M.Sc. weiterbildend (Köln)
- Supervision / Coaching M.A. weiterbildend (Münster)
- Kooperationsmanagement M.A. weiterbildend (Aachen)
- Master of Counseling: Ehe-, Familien- und Lebensberatung M.A. weiterbildend (alle Standorte)
- Angewandte Hebammenwissenschaft/Midwifery B.Sc (Köln)
- Hebammenkunde B.Sc. (Köln)
- Angewandte Pflegewissenschaft B.Sc. (Köln)
- Pflegepädagogik B.Sc. (Köln)
- Pflegepädagogik M.A. (Köln)
- Pflegemanagement M.A. (Köln)
- Schulleitungsmanagement M.A. weiterbildend (Köln)

Neben den akkreditierten Studiengängen bietet die Hochschule postgraduale Weiterbildungsangebote an.
Studiengangsintegriert können Seminare absolviert werden, die für extern zertifizierte Qualifikationen vorbereiten bzw. dort angerechnet werden, z. B. im Video-Home-Training (in Kooperation mit SPIN NRW e. V., Standort Paderborn) oder im Feld Sport und Soziale Arbeit mit der Übungsleiterlizenz Breitensport (in Kooperation mit dem Landessportbund Nordrhein-Westfalen, Standort Paderborn und Münster).

## Institute

### An-Institut
Das Deutsche Institut für angewandte Pflegeforschung e. V. (dip) ist ein gemeinnütziges An-Institut an der Katholischen Hochschule Nordrhein-Westfalen in Köln. Gegründet wurde das dip im November 1999 als Pflegeforschungsinstitut der KFH NW sowie vier katholischer (Fach-)Hochschulen (Freiburg, Mainz, München, Osnabrück-Vechta) und vier katholischer Verbände (Deutscher Caritasverband, Katholischer Krankenhausverband Deutschlands, Caritasgemeinschaft für Pflege- und Sozialberufe, Katholischer Berufsverband für Pflegeberufe).

### In-Institute
- Deutsches Institut für Sucht- und Präventionsforschung (DISuP)[9]
- Centrum für Antisemitismus- und Rassismusstudien (CARS)[10]
- Institut für Gesundheitsforschung und Soziale Psychiatrie (igsp)[11]
- Institut für Forschung und Transfer in Kindheit und Familie (foki)[12]
- Institut für angewandte Bildungs- und Diversitätsforschung (IBuD)[13]
- Institut für Teilhabeforschung[14]
- Institut für pastorale Praxisforschung und bibelorientierte Praxisbegleitung (IbiP)
- Zentrum für Pflegelehrer/innenbildung und Schulentwicklung[15]
- Zentrum für Ästhetik und Kommunikation (Zäsko)[16]

## Internationales
Die Katholische Hochschule Nordrhein-Westfalen arbeitet mit mehr als 60 Partnerhochschulen weltweit zusammen.
Als Inhaberin der ERASMUS University Charter nimmt sie am Life Long Learning Programme der EU teil und hat mit rund 30 europäischen Partnerhochschulen Kooperationsverträge abgeschlossen. Auf dieser Basis wird ein Programm für Incoming Students gemeinsam mit regionalen Praxispartnern angeboten.
Seit dem Jahr 2001 besteht eine Hochschulpartnerschaft zwischen der Katholischen Hochschule Nordrhein-Westfalen, Abteilung Köln, und der Universität Bethlehem in Palästina sowie ein vom Deutschen Akademischen Austauschdienst (DAAD) gefördertes Austauschprojekt. Der Fachbereich Sozialwesen in Köln und die Bethlehem University organisieren jährlich studentische Begegnungen zu Themen der Sozialen Arbeit, verbunden mit Forschungsprojekten und Videokonferenzseminaren.
Seit dem WS 2004/2005 bietet die Abteilung Aachen für Studierende der Sozialen Arbeit die Qualifizierung im Studienprogramm „Euregio-Zertifikat Soziale Arbeit“ an. Über gemeinsame Lehrveranstaltungen der fünf kooperierenden Hochschulen in Aachen, in Belgien und den Niederlanden hinaus, leisten die Studierenden ein Praktikum in einem der Nachbarländer. Die beteiligten Hochschulen verleihen gemeinsam – neben dem Bachelor – das Euregio-Zertifikat.
Weitere internationale Bezüge der katho ergeben sich durch das von der Hochschule begleitete Auslandssemester, Stipendienberatung auch bei kürzeren Auslandsaufenthalten der Studierenden sowie internationale Kooperationen in der Migrations- und Flüchtlingsarbeit.